# Anomospermum
Anomospermum és un gènere de plantes amb flor de la família de les menispermàcies. Consisteix en 5 espècies que habiten a l'Amèrica tropical.

## Taxonomia
- Anomospermum andersonii Krukoff
- Anomospermum chloranthum Diels
- Anomospermum matogrossense Krukoff & Barneby

- Anomospermum reticulatum (Mart.) Eichler
- Anomospermum steyermarkii Krukoff & Barneby[1]